# Ā̰
Cette page contient des caractères spéciaux ou non latins. S’ils s’affichent mal (▯, ?, etc.), consultez la page d’aide Unicode.
Ā̰ (minuscule : ā̰), appelé A tilde souscrit macron, est un graphème utilisé dans l’écriture du mango et du mbelime.
Il s’agit de la lettre A diacritée d’un tilde souscrit et d’un macron.

## Représentations informatiques
Le A tilde souscrit macron peut être représenté avec les caractères Unicode suivants :
- précomposé (latin 1, diacritiques)[1],[2] :

| formes    | représentations | chaînes de caractères | points de code | descriptions                                                |
| --------- | --------------- | --------------------- | -------------- | ----------------------------------------------------------- |
| capitale  | Ā̰               | Ā◌̰                    | U+0100 U+0330  | lettre majuscule latine a macron diacritique tilde souscrit |
| minuscule | ā̰               | ā◌̰                    | U+0101 U+0330  | lettre minuscule latine a macron diacritique tilde souscrit |

- décomposé (latin de base, diacritiques) :

| formes    | représentations | chaînes de caractères | points de code       | descriptions                                                            |
| --------- | --------------- | --------------------- | -------------------- | ----------------------------------------------------------------------- |
| capitale  | Ā̰               | A◌̰◌̄                   | U+0041 U+0330 U+0304 | lettre majuscule latine a diacritique tilde souscrit diacritique macron |
| minuscule | ā̰               | a◌̰◌̄                   | U+0061 U+0330 U+0304 | lettre minuscule latine a diacritique tilde souscrit diacritique macron |